# When Sun Comes Out
When Sun Comes Out è un album discografico del musicista jazz statunitense Sun Ra e della sua Myth Science Arkestra. Il disco venne originariamente pubblicato nel 1963 dall'etichetta discografica El Saturn Records di proprietà dello stesso Sun Ra, quinto LP pubblicato dall'Arkestra dopo Jazz by Sun Ra (1957), Super-Sonic Jazz  (1957), Jazz in Silhouette (1959) e The Futuristic Sounds of Sun Ra (1961).

## Il disco
L'album fu la prima uscita Saturn con materiale proveniente da sessioni d'incisione al Choreographer's Workshop, di New York. Altri album registrati lì includono Art Forms of Dimensions Tomorrow, Bad and Beautiful, Cosmic Tones for Mental Therapy e Other Planes of There.
Ristampato su Compact disc dalla Evidence nel 1993, When Sun Comes Out fu abbinato insieme a Fate in a Pleasant Mood.

### Registrazione
Il disco venne interamente registrato al Choreographer's Workshop, New York (abituale luogo di incisione dell'Arkestra) alla fine del 1962 o all'inizio del 1963.

## Tracce

### LP vinile 12"
- Tutti i brani sono opera di Sun Ra

Lato A
1. Circe - 2:34
2. The Nile - 4:51
3. Brazilian Sun - 3:50
4. We Travel The Spaceways - 3:21

Lato B
1. Calling Planet Earth - 5:30
2. Dancing Shadows - 5:56
3. The Rainmaker - 4:33
4. When Sun Comes Out - 4:54

## Formazione
- Sun Ra - pianoforte, Celesta elettrica, percussioni
- Walter Miller - tromba
- John Gilmore - sax tenore, batteria, percussioni
- Teddy Nance - trombone
- Bernard Pettaway - trombone
- Marshall Allen - flauto, sax alto, percussioni
- Pat Patrick - sax baritono, Bonghi, batteria in We Travel The Spaceways
- Danny Davis - sax alto
- Ronnie Boykins - basso
- Clifford Jarvis - batteria
- Lex Humphries - batteria in Calling Planet Earth
- Tommy Hunter - gong, batteria, Effetti nastro
- Theda Barbara - voce